# 지나정
지나정(일본어: 知名町)은 일본 가고시마현 오키노에라부섬에 있는 오시마군의 정이다.

## 지리
동중국해에 늘어선 아마미 제도 중에서 오키노에라부섬의 서쪽을 차지한다. 섬 동쪽은 와도마리정에 속한다.

### 인접한 자치체
- 와도마리정

## 역사
- 1888년 - 지나촌 사무소가 설치되었다.
- 1908년 - 도서정촌제가 시행되어 지나촌과 와도마리촌이 분할되었다.
- 1946년 - 미국(류큐 열도 미국 민정부)의 통치하에 놓였다. 정으로 승격하였다.
- 1953년 - 일본으로 반환되었다.